# Rhene biembolusa
Rhene biembolusa là một loài nhện trong họ Salticidae.
Loài này thuộc chi Rhene. Rhene biembolusa được Da-xiang Song & Jian-yuan Chai miêu tả năm 1991.